# فينيكس سيتي
فينيكس سيتي (بالإنجليزية: Phenix City)‏ هي مدينة أمريكية تقع في ولاية ألاباما.تبلغ مساحة هذه المدينة 64.1 (كم²)،ويبلغ عدد سكانها 32822 نسمة حسب إحصاء سنة 2010 م.تشير الإحصاءات بأن الكثافة السكانية في هذه المدينة تقدر بـ(469.06) نسمة/كم2.

## التركيبة السكانية
حدّد مكتب تعداد الولايات المتحدة بيانات التركيبة السكانية لفينيكس سيتي في تعداد الولايات المتحدة. في ما يلي، التركيبة السكانية حسب تعدادي 2000 و2010.

### تعداد عام 2000
بلغ عدد سكان فينيكس سيتي 28,265 نسمة بحسب تعداد عام 2000، وبلغ عدد الأسر 11,517 أسرة وعدد العائلات 7,569 عائلة مقيمة في المدينة. في حين سجلت الكثافة السكانية 388 نسمة لكل كيلومتر مربع (1,004.9/ميل2). وبلغ عدد الوحدات السكنية 13,250 وحدة بمتوسط كثافة قدره 181.9 لكل كيلومتر مربع (471.1/ميل2).
وتوزع التركيب العرقي للمدينة بنسبة 52.94% من البيض و44.97% من الأمريكيين الأفارقة و0.23% من الأمريكيين الأصليين و0.53% من الأمريكيين ذوي الأصول الآسيوية و0.02% من سكان جزر المحيط الهادئ و0.56% من الأعراق الأخرى و0.76% من عرقين مختلطين أو أكثر و1.49% من الهسبانيون أو اللاتينيون من أي عرق.
بلغ عدد الأسر 11,517 أسرة كانت نسبة 36.1% منها لديها أطفال تحت سن الثامنة عشر تعيش معهم، وبلغت نسبة الأزواج القاطنين مع بعضهم البعض 39.4% من أصل المجموع الكلي للأسر، ونسبة 22.1% من الأسر كان لديها معيلات من الإناث دون وجود شريك، بينما كانت نسبة 4.2% من الأسر لديها معيلون من الذكور دون وجود شريكة وكانت نسبة 34.3% من غير العائلات. تألفت نسبة 30.4% من أصل جميع الأسر من عدة أفراد يعيشون في نفس المنزل ونسبة 11.5% كانت تتألف من شخص يعيش بمفرده يبلغ من العمر 65 عاماً أو أكثر. وبلغ متوسط حجم الأسرة المعيشية 2.40، أما متوسط حجم العائلات فبلغ 2.99.
بلغ العمر الوسطي للسكان 35.1 عاماً. وكانت نسبة 26.2% من القاطنين تحت سن الثامنة عشر، وكانت نسبة 9.3% بين الثامنة عشر والرابعة والعشرين عاماً، ونسبة 27.9% كانت واقعةً في الفئة العمرية ما بين الخامسة والعشرين والرابعة والأربعين عاماً، ونسبة 20.9% كانت ما بين الخامسة والأربعين والرابعة والستين، ونسبة 13.2% كانت ضمن فئة الخامسة والستين عاماً فما فوق. يوجد لكل 100 أنثى 85.5 ذكر، ويوجد لكل 100 أنثى في الثامنة عشر من عمرها فما فوق 79.4 ذكر.
بلغ متوسط دخل الأسرة في المدينة 26,720 دولارًا، أما متوسط دخل العائلة فبلغ 33,740 دولارًا. وكان متوسط دخل الذكور 28,906 دولارًا مقابل 21,348 دولارًا للإناث. وسجل دخل الفرد الخاص بالمدينة 14,619 دولارًا. وكانت نسبة 18.8% من العائلات ونسبة 21.3% من السكان تحت خط الفقر، وكان من هؤلاء نسبة 29.7% تحت سن الثامنة عشر ونسبة 20.6% في الخامسة والستين من العمر وما فوق.

### تعداد عام 2010
بلغ عدد سكان فينيكس سيتي 32,822 نسمة بحسب تعداد عام 2010، وبلغ عدد الأسر 13,243 أسرة وعدد العائلات 8,623 عائلة مقيمة في المدينة. في حين سجلت الكثافة السكانية 450.6 نسمة لكل كيلومتر مربع (1,167.0/ميل2). وبلغ عدد الوحدات السكنية 15,198 وحدة بمتوسط كثافة قدره 208.6 لكل كيلومتر مربع (540.3/ميل2).
وتوزع التركيب العرقي للمدينة بنسبة 48.73% من البيض و46.57% من الأمريكيين الأفارقة و0.34% من الأمريكيين الأصليين و0.67% من الأمريكيين ذوي الأصول الآسيوية و0.17% من سكان جزر المحيط الهادئ و1.37% من الأعراق الأخرى و2.15% من عرقين مختلطين أو أكثر و4.01% من الهسبانيون أو اللاتينيون من أي عرق.
بلغ عدد الأسر 13,243 أسرة كانت نسبة 36.9% منها لديها أطفال تحت سن الثامنة عشر تعيش معهم، وبلغت نسبة الأزواج القاطنين مع بعضهم البعض 36.4% من أصل المجموع الكلي للأسر، ونسبة 23.9% من الأسر كان لديها معيلات من الإناث دون وجود شريك، بينما كانت نسبة 4.8% من الأسر لديها معيلون من الذكور دون وجود شريكة وكانت نسبة 34.9% من غير العائلات. تألفت نسبة 30.1% من أصل جميع الأسر من عدة أفراد يعيشون في نفس المنزل ونسبة 9.6% كانت تتألف من شخص يعيش بمفرده يبلغ من العمر 65 عاماً أو أكثر. وبلغ متوسط حجم الأسرة المعيشية 2.44، أما متوسط حجم العائلات فبلغ 3.03.
بلغ العمر الوسطي للسكان 33.1 عاماً. وكانت نسبة 26.9% من القاطنين تحت سن الثامنة عشر، وكانت نسبة 10.4% بين الثامنة عشر والرابعة والعشرين عاماً، ونسبة 27.9% كانت واقعةً في الفئة العمرية ما بين الخامسة والعشرين والرابعة والأربعين عاماً، ونسبة 23% كانت ما بين الخامسة والأربعين والرابعة والستين، ونسبة 11.8% كانت ضمن فئة الخامسة والستين عاماً فما فوق. وتوزع التركيب الجنسي للسكان بنسبة 46.7% ذكور و53.3% إناث.

## المناخ
يظهر الجدول التالي التغييرات المناخية على مدار السنة لفينيكس سيتي:
| البيانات المناخية لـفينيكس سيتي   | البيانات المناخية لـفينيكس سيتي | البيانات المناخية لـفينيكس سيتي | البيانات المناخية لـفينيكس سيتي | البيانات المناخية لـفينيكس سيتي | البيانات المناخية لـفينيكس سيتي | البيانات المناخية لـفينيكس سيتي | البيانات المناخية لـفينيكس سيتي | البيانات المناخية لـفينيكس سيتي | البيانات المناخية لـفينيكس سيتي | البيانات المناخية لـفينيكس سيتي | البيانات المناخية لـفينيكس سيتي | البيانات المناخية لـفينيكس سيتي | البيانات المناخية لـفينيكس سيتي |
| الشهر                             | يناير                           | فبراير                          | مارس                            | أبريل                           | مايو                            | يونيو                           | يوليو                           | أغسطس                           | سبتمبر                          | أكتوبر                          | نوفمبر                          | ديسمبر                          | المعدل السنوي                   |
| --------------------------------- | ------------------------------- | ------------------------------- | ------------------------------- | ------------------------------- | ------------------------------- | ------------------------------- | ------------------------------- | ------------------------------- | ------------------------------- | ------------------------------- | ------------------------------- | ------------------------------- | ------------------------------- |
| متوسط درجة الحرارة الكبرى °ف (°م) | 57 (14)                         | 61 (16)                         | 69 (21)                         | 77 (25)                         | 84 (29)                         | 90 (32)                         | 92 (33)                         | 91 (33)                         | 86 (30)                         | 77 (25)                         | 68 (20)                         | 59 (15)                         | 76 (24)                         |
| متوسط درجة الحرارة الصغرى °ف (°م) | 36 (2)                          | 39 (4)                          | 45 (7)                          | 52 (11)                         | 61 (16)                         | 69 (21)                         | 72 (22)                         | 71 (22)                         | 66 (19)                         | 54 (12)                         | 44 (7)                          | 38 (3)                          | 54 (12)                         |
| الهطول إنش (مم)                   | 4.1 (100)                       | 4.5 (110)                       | 5.7 (140)                       | 4.1 (100)                       | 3.8 (97)                        | 3.9 (99)                        | 5.3 (130)                       | 4 (100)                         | 3.3 (84)                        | 2.3 (58)                        | 3.6 (91)                        | 4.5 (110)                       | 49.1 (1٬250)                    |
| المصدر: Weatherbase               |                                 |                                 |                                 |                                 |                                 |                                 |                                 |                                 |                                 |                                 |                                 |                                 |                                 |

## معرض صور

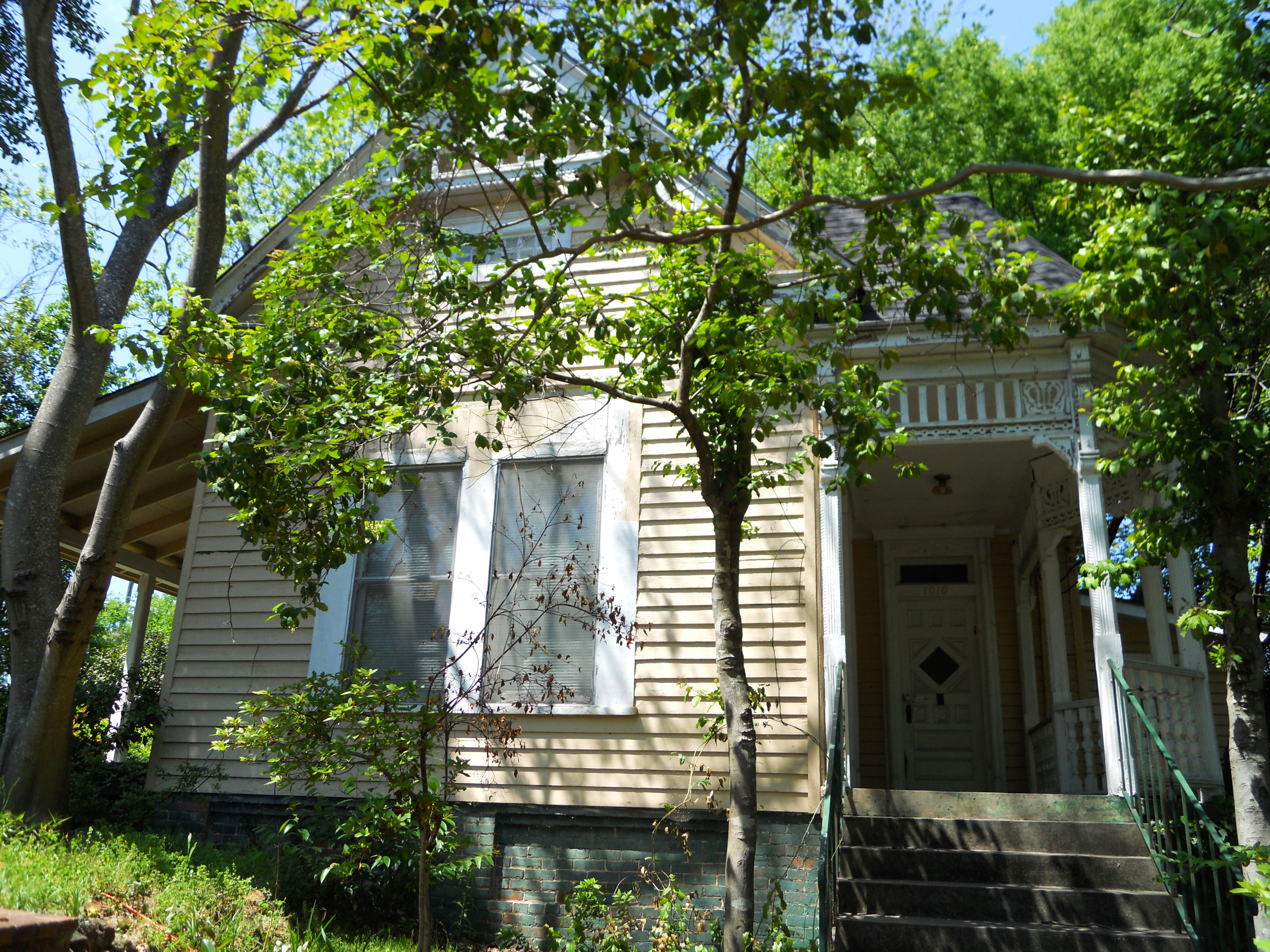
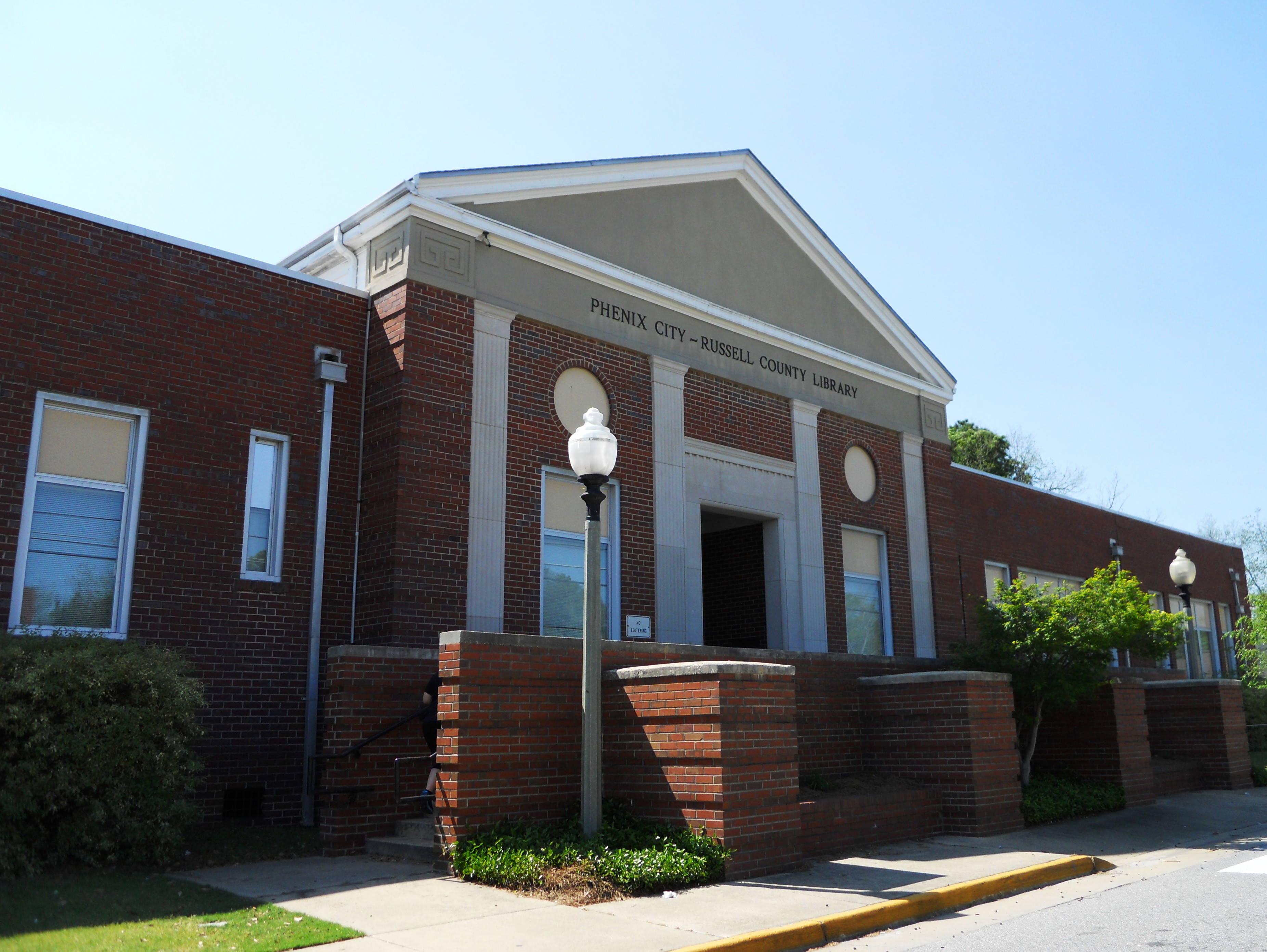
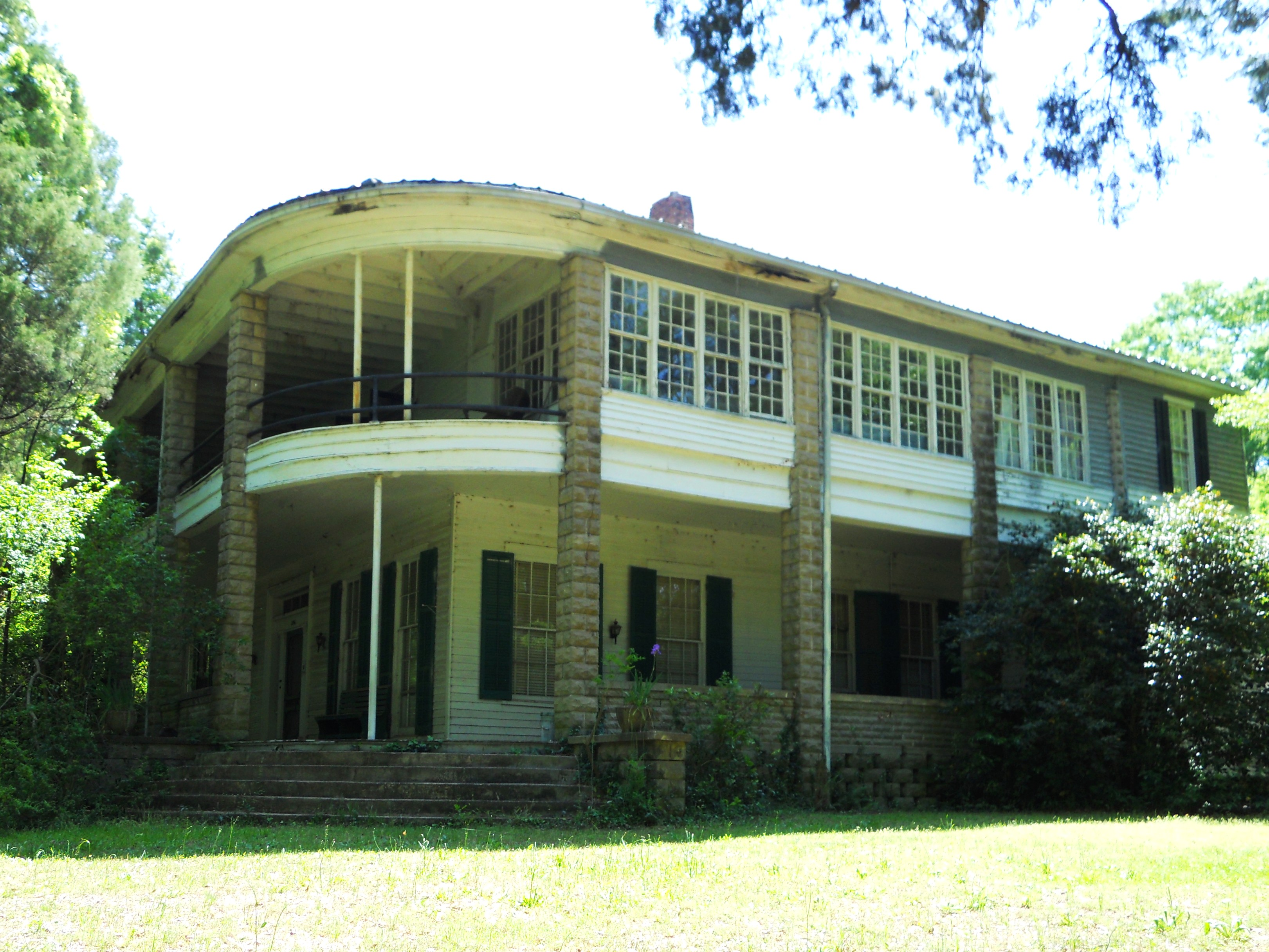
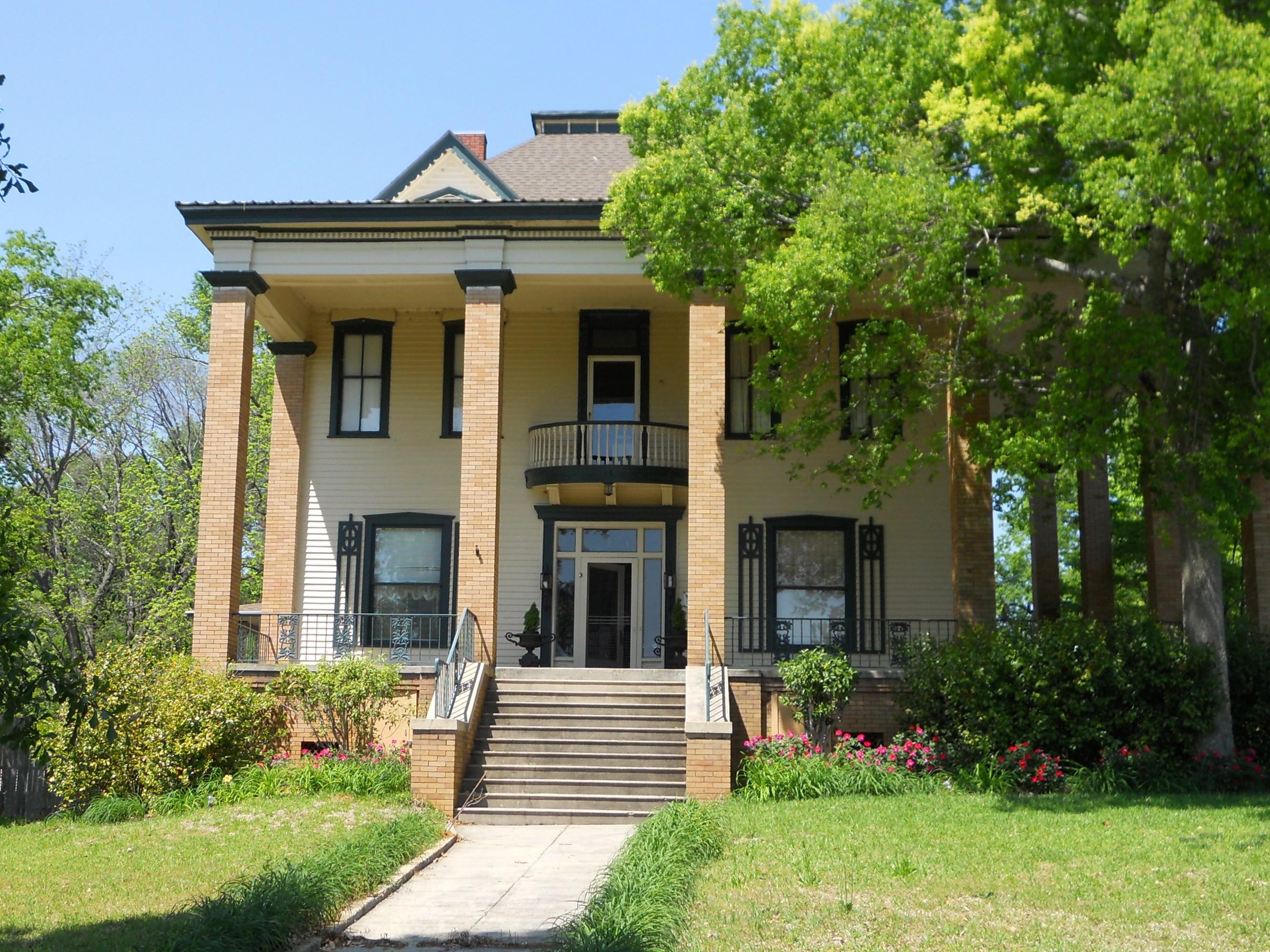
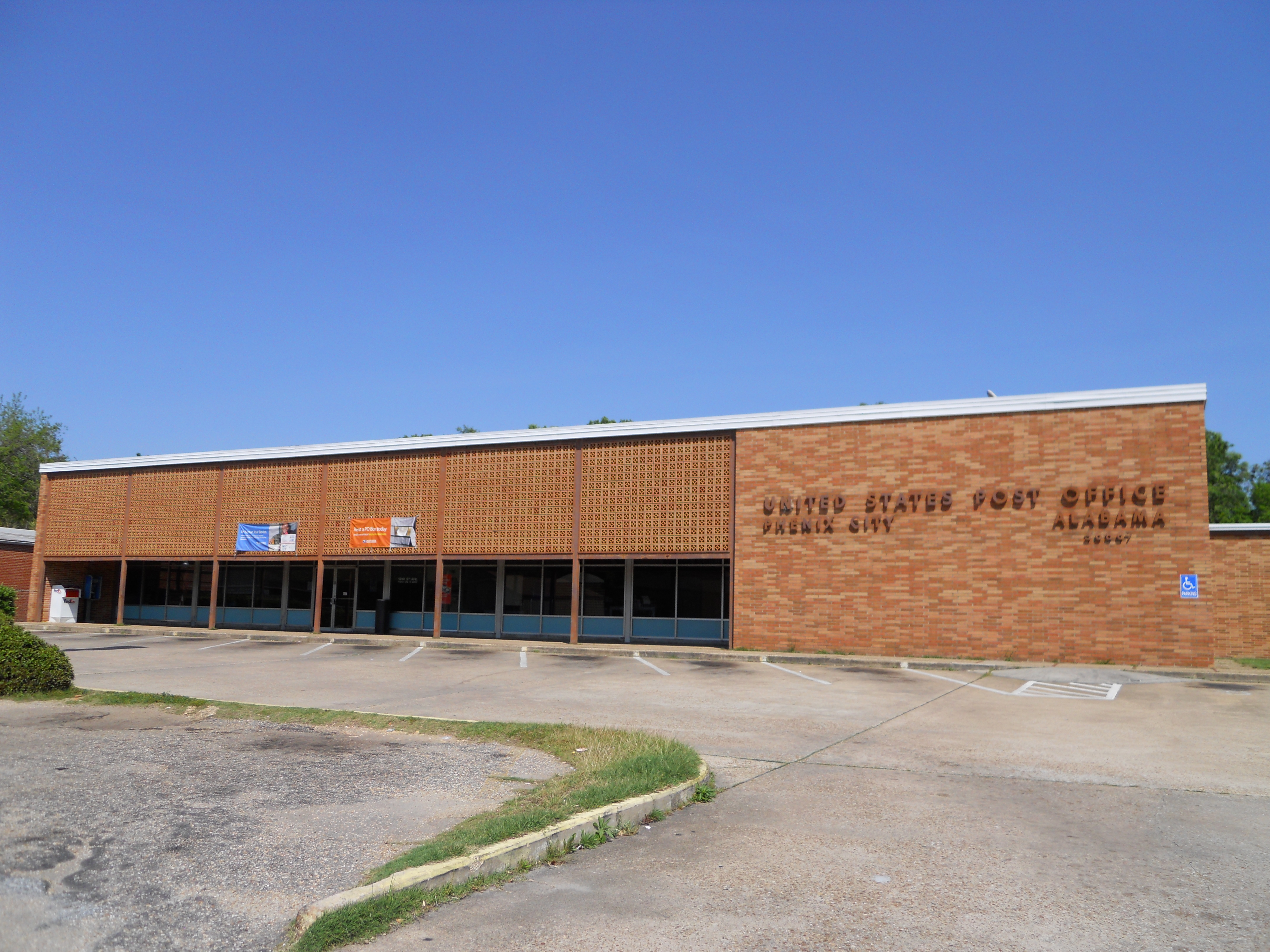
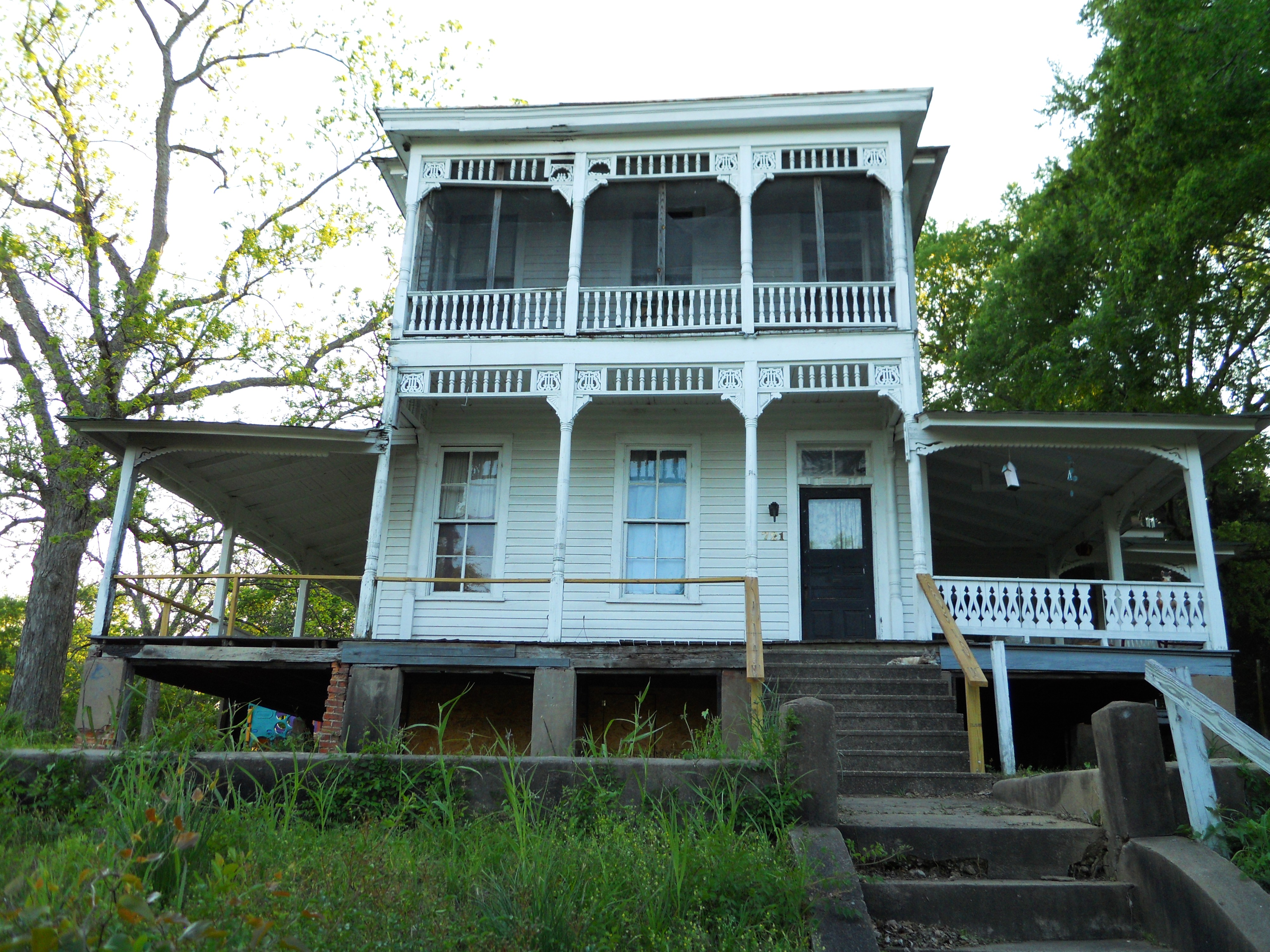

## أعلام
- فان جاكس
- جيمس جوزيف
- جيمي سفيريس
- بيشوب هاريس
- والي شامبرز